# Вулька-Залеська (Мазовецьке воєводство)
Вулька-Залеська (пол. Wólka Zaleska) — село в Польщі, у гміні Покшивниця Пултуського повіту Мазовецького воєводства.
Населення — 35 осіб (2011).
У 1975-1998 роках село належало до Цехановського воєводства.

## Демографія
Демографічна структура станом на 31 березня 2011 року:
|          | Загалом | Допрацездатний вік | Працездатний вік | Постпрацездатний вік |
| -------- | ------- | ------------------ | ---------------- | -------------------- |
| Чоловіки | 21      | 4                  | 15               | 2                    |
| Жінки    | 14      | 2                  | 11               | 1                    |
| Разом    | 35      | 6                  | 26               | 3                    |